# Naughty Dog
Naughty Dog LLC, nota fino al 1989 come JAM Software, è un'azienda statunitense dedita allo sviluppo di videogiochi con sede a Santa Monica (California), fondata nel 1984 da Andy Gavin e Jason Rubin. Da gennaio 2001 è una società controllata da Sony Interactive Entertainment e le sue attività sono coordinate da PlayStation Studios.
Tra i titoli di maggior successo vi sono le serie di Crash Bandicoot, Jak and Daxter, Uncharted e The Last of Us.

## Storia
Le origini della Naughty Dog, la cui traduzione italiana è "cane monello", risalgono al 1984, quando la compagnia si chiamava JAM Software. Gavin e Rubin, che allora avevano sedici anni, pubblicarono il loro primo video game: Ski Crazed per Apple II (il nome del gioco apparirà nel 1998 come titolo di un livello di Crash Bandicoot 3: Warped). Due anni dopo iniziarono a programmare software per Apple IIgs, per il quale scrissero il gioco Dream Zone e, nel 1989, Keef The Thief. Nello stesso anno, dopo l'uscita di Keef the Thief, cambiarono il nome in quello attuale.
Nei primi anni novanta i membri della Naughty Dog iniziarono a lavorare per console come Sega Mega Drive e 3DO Interactive Multiplayer. Sebbene la società sia stata creata con basso budget, i prodotti erano comunque di buona qualità e il duo venne assunto dalla Universal Interactive Studios, al fine di sfruttare le risorse dei giovani ragazzi per creare un personaggio destinato a un videogioco a piattaforme in 3D. Nacque così Crash Bandicoot su commissione per PlayStation. Nella prima metà degli anni novanta, infatti, la Naughty Dog si spostò sulla console Sony, con la quale raggiunsero il massimo della fama.
Dopo aver creato tre capitoli e uno spin-off della saga Crash Bandicoot, e aver iniziato lo sviluppo del 4 capitolo che poi cedette alla Eurocom, la società iniziò a dedicarsi alla saga Jak and Daxter per PlayStation 2 pubblicando Jak and Daxter: The precursor Legacy nel 2001 Jak II: Renegade nel 2003 e Jak 3 nel 2004 concludendo il tutto con lo spin off Jak X nel 2005.
Nel 2004 iniziò il nuovo progetto Iron and the Maiden (poi cambiato in The Iron Saint per motivi di diritti), una rivista di fumetti che ha debuttato negli Stati Uniti nel settembre del 2007.
Il 7 dicembre 2007 Naughty Dog, poi, pubblicò Uncharted: Drake's Fortune che riscosse un notevole successo, dando inizio alla serie Uncharted per PlayStation 3. Nel 2009 casa Naughty Dog ha prodotto il sequel del titolo Uncharted 2: Il covo dei ladri e nel 2011 con Uncharted 3: L'inganno di Drake si confermò come miglior titolo dell'anno.
Il 10 dicembre 2011 i Naughty Dog annunciarono un nuovo titolo in esclusiva PlayStation 3, intitolato The Last of Us, un misto tra azione/avventura e survival horror. Il gioco, la cui uscita era inizialmente prevista per l'8 maggio 2013, venne pubblicato il 14 giugno 2013.
Il gioco ottenne un grandissimo successo, sia di pubblico che di critica, la quale premiò il gioco con più di quaranta 10/10 nelle recensioni, e più di 200 premi da gioco dell'anno.
Naughty Dog, nel 2012, presta la supervisione di Uncharted: L'abisso d'oro, titolo per PlayStation Vita sviluppato da SCE Bend Studio.
Il 14 novembre 2013, durante l'evento di lancio statunitense di PlayStation 4,viene mostrato un teaser trailer di un nuovo capitolo di Uncharted, in sviluppo per la nuova console di Sony. Il titolo Uncharted 4: Fine di un ladro, è stato pubblicato il 10 maggio 2016 ed è il quarto e ultimo capitolo della serie, su questo particolare la software house ha precisato che sarà Sony a decidere su un eventuale seguito, anche considerando il fatto che il nuovo capitolo è stato nominato come un capolavoro su tutti i fronti.
Il 9 aprile 2014, attraverso il blog ufficiale PlayStation, Sony ha annunciato la prossima pubblicazione di un'edizione migliorata di The Last of Us per PlayStation 4 che prenderà il nome di The Last of Us Remastered. Il gioco, in sviluppo presso gli studi Naughty Dog dal termine dei lavori sulla versione PlayStation 3, è stato pubblicato il 29 luglio 2014.
Il 3 dicembre 2016, durante il Playstation Experience, Naughty Dog, attraverso un teaser trailer, hanno ufficialmente confermato lo sviluppo di The Last of Us Part II per PlayStation 4, uscito poi il 19 giugno 2020 riscuotendo grande successo e facendogli guadagnare il The Game Awards come migliore gioco del 2020 .

## Videogiochi
| Anno | Titolo                                  | Piattaforme                      |
| ---- | --------------------------------------- | -------------------------------- |
| 1986 | Math Jam                                | Apple II                         |
| 1987 | Ski Crazed                              | Apple II                         |
| 1988 | Dream Zone                              | Amiga, Apple IIGS, Atari ST, DOS |
| 1989 | Keef the Thief                          | Amiga, Apple IIGS, DOS           |
| 1991 | Rings of Power                          | Sega Mega Drive                  |
| 1994 | Way of the Warrior                      | 3DO Interactive Multiplayer      |
| 1996 | Crash Bandicoot                         | PS1, PS3, PSP, PS Vita           |
| 1997 | Crash Bandicoot 2: Cortex Strikes Back  | PS1, PS3, PSP, PS Vita           |
| 1998 | Crash Bandicoot 3: Warped               | PS1, PS3, PSP, PS Vita           |
| 1999 | Crash Team Racing                       | PS1, PS3, PSP, PS Vita           |
| 2001 | Jak and Daxter: The Precursor Legacy    | PS2, PS3, PS Vita                |
| 2003 | Jak II: Renegade                        | PS2, PS3, PS Vita                |
| 2004 | Jak 3                                   | PS2, PS3, PS Vita                |
| 2005 | Jak X: Combat Racing                    | PS2                              |
| 2007 | Uncharted: Drake's Fortune              | PS3, PS4                         |
| 2009 | Uncharted 2: Il covo dei ladri          | PS3, PS4                         |
| 2011 | Uncharted 3: L'inganno di Drake         | PS3, PS4                         |
| 2013 | The Last of Us                          | PS3                              |
| 2014 | The Last of Us: Left Behind             | PS3, PS4                         |
| 2014 | The Last of Us Remastered               | PS4                              |
| 2016 | Uncharted 4: Fine di un ladro           | PS4                              |
| 2017 | Uncharted: L'eredità perduta            | PS4                              |
| 2020 | The Last of Us Parte II                 | PS4                              |
| 2022 | Uncharted: Legacy of Thieves Collection | PS5, Windows                     |
| 2022 | The Last of Us Parte I                  | PS5, Windows                     |
| 2024 | The Last of Us Parte II Remastered      | PS5, Windows                     |
| TBA  | Intergalactic: The Heretic Prophet      | PS5                              |

## Riconoscimenti
- 2009 - Spike Video Game Awards[25]
  - Gioco dell'anno per Uncharted 2: Il covo dei ladri
  - Miglior gioco per Playstation 3 per Uncharted 2: Il covo dei ladri

- 2010 - British Academy Video Games Awards
  - Miglior gioco d'azione per Uncharted 2: Il covo dei ladri
- 2011 - Spike Video Game Awards[26]
  - Miglior gioco per Playstation 3 per Uncharted 3: L'inganno di Drake

- 2013 - Spike Video Game Awards[27]
  - Studio dell'anno
  - Miglior gioco Playstation per The Last Of Us

- 2014 - Annie Award[28]
  - Miglior videogioco animato per The Last Of Us

- 2014 - British Academy Video Games Awards[29]
  - Gioco dell'anno per The Last Of Us
  - Miglior gioco d'azione e d'avventura per The Last Of Us
- 2014 - Italian Video Game Awards[30]
  - Gioco dell'anno per The Last Of Us
- 2017 - British Academy Video Games Awards[31]
  - Gioco dell'anno per Uncharted 4: Fine di un ladro
- 2017 - Empire Awards
  - Miglior videogioco per Uncharted 4: Fine di un ladro
- 2017 - Italian Video Game Awards[32]
  - Miglior gioco action/adventure per Uncharted 4: Fine di un ladro

- 2020 - Golden Joystick Awards[33]
  - Studio dell'anno
  - Ultimate Game of the Year per The Last Of Us Part II

- 2020 - The Game Awards[34]
  - Gioco dell'anno per The Last Of Us Part II